# Joonas Suotamo
Joonas Viljami Suotamo (phát âm tiếng Phần Lan: [ˈjoːnɑs ˈsuotɑmo]; sinh ngày 3 tháng 10 năm 1986) là nam diễn viên người Phần Lan, trước đây anh từng là một vận động viên bóng rổ.
Joonas được biết đến nhiều qua vai Chewbacca trong phim điện ảnh Star Wars.